# Comté de Marshall (Dakota du Sud)
Pour les articles homonymes, voir Comté de Marshall.
Le comté de Marshall est un comté situé dans l'État du Dakota du Sud, aux États-Unis. En 2010, sa population est de 4 656 habitants. Son siège est Britton.

## Histoire
Créé en 1885, le comté est nommé en l'honneur de Marshall Vincent, agriculteur et commerçant local.

## Villes du comté
- Cities :
  - Britton
  - Veblen
- Towns :
  - Eden
  - Lake City
  - Langford
- Census-designated place :
  - Kidder

## Démographie
Selon l'American Community Survey, en 2010, 94,14 % de la population âgée de plus de 5 ans déclare parler l'anglais à la maison, 1,0 % le norvégien, 0,89 % l'espagnol, 0,76 % le dakota, 0,65 % l'allemand et 0,49 % une autre langue.
| 1890  | 1900  | 1910  | 1920  | 1930  | 1940  |
| ----- | ----- | ----- | ----- | ----- | ----- |
| 4 544 | 5 942 | 8 021 | 9 596 | 9 540 | 8 880 |

| 1950  | 1960  | 1970  | 1980  | 1990  | 2000  |
| ----- | ----- | ----- | ----- | ----- | ----- |
| 7 835 | 6 663 | 5 965 | 5 404 | 4 844 | 4 576 |

| 2010  | - | - | - | - | - |
| ----- | - | - | - | - | - |
| 4 656 | - | - | - | - | - |